# 陳平 (1955年)
陳平（1955年1月23日—），男，華人企業家、學者、獨立媒體經營者、泰德時代投資、泰德陽光集團和陽光傳媒集團董事長 。
早年曾是中國改革開放的年輕經濟智囊之一，參與1984年「中青年經濟科學工作者學術討論會，藉此推動中國經濟體制改革。1989年後下海海經商，1990年於香港創辦泰德時代集團，2005年接手陽光衛視，2011年創辦《陽光時務週刊》，2015年進入互聯網金融領域。

## 生平
- 1955年：生於中國上海。爺爺是民國時期的一名律師，外公在上海開設如今上海日化集團的前身「上海油脂公司」。父母均参与军事工作。
- 1973年：畢業于中國安徽蕪湖機電學校[4]。
- 1978年前：於中國安徽省蕪湖市變壓器廠工作，後進入上海機械製造工藝研究所成為一名助理工程師。
- 1978年至1990年：先后或同時、專職或兼職就任上海科學研究所、上海科技經濟社會戰略研究中心、中國企業發展研究所、中信國際研究所等中國大陸政府智囊研究機構。
- 1990年：辭去公職，先後在中國大陸、中緬邊界地區、前蘇聯和其後的俄羅斯、東歐諸國、聯邦德國和其後的德國、美國、香港等地經商謀生。
- 1992年：於香港創辦泰德時代投資。
- 1997年：定居香港。[5]
- 2005年：接手《陽光衛視》。
- 2006年：創辦以媒體軟硬件技術系統與服務為主業的泰德時代科技。
- 2011年：創辦全媒体電子時刊《陽光時務》。同時主持陽光衛視多個電視訪談類節目，例如《论衡》。[5]

## 相關事件

### 遇襲事件
2013年6月3日傍晚六時左右，陳平在柴灣安業街一號新華豐中心對出登上私家車時，遭兩名年約30歲男子伏擊，兩人手持木棍襲擊陳的頭部，陳其後送往東區醫院，由司機報案。6月5日，陳平召開記者會講述經過，指當晚有兩名兇徒從後施襲，兩人均沒有出聲，因此不知其口音，而他現時仍感到耳鳴。陳平又引述警方指兇徒手法專業，逃走路線故意避過現場攝錄系統。陳平認為事件與《陽光時務》休刊裁員無關，相信是黑社會所為。《陽光》出版以來最大迴響的一篇報道，是劉夢熊爆出梁振英競選黑幕。陳平指就有關報道沒有收到律師信，只曾收過一封由《東方日報》法律部發出的信件，要求刪除網上版報道，但《陽光》沒有理會。

### 轉發建議書
2020年3月，一封呼籲“緊急召開中共政治局擴大會議”的建議書由陳平微信轉發后在網絡飛傳，信中提及鑒於面臨新冠疫情、中國經濟與國際關係形勢嚴峻，要求召開中共政治局緊急擴大會議，討論習近平是否適合繼續擔任國家主席、中共中央總書記及軍委主席的職務的議題，除此之外議題還包括中國對外關係、經濟、政治、司法、黨政以及港台問題。建議書稱這一會議的重要性不亞於打倒四人幫，對習近平執政路線的評價，其意義應高高於十一屆三中全會的歷史定位，并建議會議由李克強、汪洋、王岐山組成領導小組負責。